# Mr Jones Machine
Mr Jones Machine är ett svenskt synthpopband, bestående av Jarmo Ollila, Jouni Ollila , Magnus Lindström och Sören Jensen. Bandet har sedan 2005 skivkontrakt med Progress Productions. Bandets tredje skiva, Monokrom (2011), fick mycket goda recensioner, och nominerades till Manifest 2012. Gruppnamnet syftar till Adolphson-Falks låt Mr Jones' Maskin.

## Diskografi

### Album

#### New Wave
Släpptes 2005-01-26.
1. Jaguar (5:31)
2. My Time (4:29)
3. A Place in the Sun (3:49)
4. New Wave (3:21)
5. Somewhere in Nowhere (4:11)
6. Shadow of a Doubt (4:24)
7. Film Noir (4:31)
8. I'm Your Enemy (5:11)
9. Winter Stays On (6:13)
10. Vision in Motion (4:07)

#### New Wave (bonusdisk i begränsad utgåva)
Numrerad bonusskiva med de 200 först sålda New Wave-skivorna.
1. Hypersleep (4:51)
2. I Live for Your Kiss (4:18)
3. Strange Patterns (4:19)
4. Why is it so? (5:41)

#### Återvändsgränd
Släpptes 2007-05-09.
1. Stjärnornas Musik (4:41)
2. Kallt Stål (4:06)
3. Augustiljus (4:29)
4. Psalm Till Döden (4:28)
5. Vilda drömmar (4:32)
6. Dansar Dansar (3:49)
7. Vår man i Stockholm (4:27)
8. Graverat spår (4:48)
9. Vår lilla planet (3:22)
10. Höstpromenad (9:37)

#### Återvändsgränd (bonusdisk i begränsad utgåva)
Numrerad bonusskiva med de 200 först sålda Återvändsgränd-skivorna.
1. Alcohol & Cigarettes (3:36)
2. Wrapped In Plastic (3:25)
3. Look Like This (3:35)
4. Stranger In This World Of Mine (4:20)
5. Kallt Stål [Demoversion] (3:32)
6. Augustiljus [Demoversion] (4:41)
7. Psalm Till Döden [Demoversion] (3:21)
8. Vilda drömmar [Demoversion] (4:30)
9. Vår man i Stockholm [Demoversion] (3:37)
10. Graverat spår [Demoversion] (3:48)
11. Vår lilla planet [Demoversion] (3:21)
12. Höstpromenad [Demoversion] (6:16)
13. Conversation (3:59)

#### Monokrom
Släppt 2011-03-30.
1. De Månbleka Tingen (4:41) [feat. Susie]
2. Naken (3:15)
3. Det Kalla Kriget (4:20)
4. Mannen I Svart (4:37)
5. Ny Stad (4:06)
6. Vit Citroën (3:20)
7. Vitt Brus (3:47)
8. Optimister & Pessimister (3:34)
9. Rännstensparad (4:11)
10. Gardin Av Järn (3:59)

#### Monokrom (bonusdisk i begränsad utgåva)
Numrerad bonusskiva med de 200 först sålda Monokrom-skivorna.
1. Piskan [Outtake] (4:28)
2. Skärvor [Bonusmix] (4:20)
3. Vet vad som väntar [Demomix] (3:00)
4. One Day [Demomix] (4:45)
5. De månbleka tingen [Demo] (4:02)
6. Ny stad [Demo] (3:54)
7. Vitt brus [Demo] (4:05)
8. Vit Citroën [Demo] (3:33)
9. Optimister & pessimister [Demo] (3:23)
10. Piskan [Demo] (4:44)
11. Elektricitet [Demo] (2:58)

### Singlar/EP

#### A Place In the Sun
Special promotional single. Släppt 2005-01-26.
1. A Place In the Sun [radio edit] (3:30)

#### De månbleka tingen [feat. Susie]
Limited 7" vinyl. Släppt 2011-03-16.
1. De månbleka tingen
2. Elektricitet

#### Naken
Digital release. Släppt 2013-08-23.
1. Naken [Single Version] (2:45)
2. Naken [Johan Baeckström Remix] (3:47)
3. Naken [Kropp Remix] (4:02)

### DVD

#### Behind the New Wave
Släppt 2005-05-13.
1. Behind the New Wave (25:00)

#### Man känner igen oss
Live från Storan i Göteborg. Släppt 2007-11-09.
1. Intro
2. Vår Man I Stockholm
3. Vilda Drömmar
4. Stjärnornas Musik
5. I'm Your Enemy
6. Look Like This
7. Jaguar
8. Kallt Stål
9. Augustiljus

#### Man känner igen oss (bonusmaterial)
Live från Bengans i Stockholm
1. Stjärnornas Musik
2. Augustiljus
3. Vår Man I Stockholm

## Utmärkelser
- Manifest 2012: Nominerad för Bästa synth.[2]